# José Luis Bustamante y Rivero
José Luis Bustamante y Rivero (Arequipa, 15 gennaio 1894 – Lima, 11 gennaio 1989) è stato un politico peruviano.
È stato presidente del Perù dal 28 luglio 1945 al 29 ottobre 1948. È stato presidente della Corte internazionale di giustizia dal 1967 al 1969.